# Le Chevalier blanc
Pour les articles homonymes, voir Chevalier blanc.
Le Chevalier blanc est une série de bande dessinée créée en 1953 par Fred Funcken et qu'il poursuit avec son épouse Liliane Funcken,. Cette série devient moins fréquente, puis est reprise à partir de 1987 avec des scénarios de Didier Convard. Ce sont les aventures d'un justicier mystérieux, au Moyen Âge.

## Intrigue
Le jeune Jehan de Dardemont, de retour des croisades en 1210, apprend la mort de son père, à qui il doit succéder comme justicier masqué : ce rôle appartenait à ses ancêtres depuis le roi Hugues Capet et lui est alors attribué par Philippe Auguste. Il parcourt la région autour de son domaine, et revêt périodiquement l'armure et le heaume blancs – d'où son surnom de chevalier blanc – pour intervenir au secours des pauvres et des opprimés et rétablir le bon droit.

## Auteurs
Fred Funcken crée le personnage du Chevalier blanc en 1953, sur un scénario de Raymond Macherot, qui arrête après le premier épisode.
Liliane et Fred Funcken, s'étant mariés, deviennent scénaristes et dessinateurs spécialistes de l'histoire et des costumes, et continuent ensemble cette série pour le Journal de Tintin,. 
Cette série de chevalerie est réputée pour le sérieux de sa documentation et la force de ses scénarios à rebondissements. Il faut toutefois noter que, comme beaucoup de bandes dessinées de ces époques (années 50/60), des "erreurs historiques" se retrouvent dans cette série. Par exemple, bien que le récit soit censé se passer au début du XIIIe siècle, le héros Jehan De Dardemont porte un costume qui évoque plutôt le milieu du XVe siècle. De même pour l'armure du chevalier blanc qui serait plutôt de la fin du XIIIe ou du début du XIVe siècle. Pareillement pour l'architecture des châteaux, à dater dans les XIVe et XVe siècles.
Ils continuent cette série jusque dans les années 1960, puis après une interruption la reprennent en 1987, avec des scénarios de Didier Convard.
Plus récemment, la série a été rééditées en intégrale chez Must en été 2014,.

## Albums
- Le Chevalier blanc, Éditions du Lombard, 1956.
- Le Nectar magique, Lombard, 1961.
- Sans pitié, Lombard, 1962.
- Le Signe fatal et Échec au roi, Lombard, 1964.
- Le Serment de l'archer, Lombard, 1965.
- L'Agresseur inconnu, Chlorophylle, 1979.
- Le Signe fatal, Chlorophylle, 1979.
- L'Ombre du glaive, Chlorophylle, 1979.
- L'Usurpateur, Chlorophylle, 1980.
- L'Héritier de la horde d'or, Hélyode, 1994.
- Le Trésor des Cathares, Hélyode, 1994.